# Mont Bogong
Pour les articles homonymes, voir Bogong.
Le mont Bogong (1 986 mètres) est le point culminant de l'État de Victoria en Australie, dans les Alpes victoriennes au sud de la Cordillère australienne.
La première ascension en fut réalisée en 1854 par un botaniste, le baron Sir Ferdinand von Mueller.
Son nom est d'origine aborigène et signifie « le gros mec ».
Il peut être escaladé sans équipement particulier et il y a plusieurs chemins disponibles pour se rendre au sommet. La route la plus courte via The Staircase Spur, fait 8 kilomètres, de difficulté modérée et avec une pente raisonnable, prenant quatre heures de marche. Par contre, il faut savoir que le sommet peut être pris dans le froid et le brouillard et qu'il est important de disposer de matériel adapté pour bivouaquer car la descente sans visibilité est périlleuse.  
L'hiver le sommet sert de station de ski mais les périodes d'enneigement sont limitées.
Le pied de la montagne est couvert d'épaisses forêts d’Eucalyptus delegatensis jusqu'à une altitude de 1 300 mètres, puis de 1 300 mètres à 1 800 mètres de bois d’Eucalyptus pauciflora, et enfin de prairies alpines.
Le bogong est un papillon qui se reproduit dans la région et dont la chenille était consommée par les aborigènes.